# Пасьма (приток Шуи)
Пасьма — река в России, протекает в Макарьевском и Антроповском районах Костромской области. Устье реки находится в 26 км по левому берегу реки Шуя. Длина реки составляет 15 км, площадь водосборного бассейна 52,5 км². 
Исток реки расположен в лесах западнее деревни Булино в 22 км к северо-западу от города Макарьев. Река течёт на запад по ненаселённому лесу. Впадает в Шую у деревни Пасьма.

## Данные водного реестра
По данным государственного водного реестра России относится к Верхневолжскому бассейновому округу, водохозяйственный участок реки — Волга от города Кострома до Горьковского гидроузла (Горьковское водохранилище), без реки Унжа, речной подбассейн реки — Волга ниже Рыбинского водохранилища до впадения Оки. Речной бассейн реки — (Верхняя) Волга до Куйбышевского водохранилища (без бассейна Оки).
По данным геоинформационной системы водохозяйственного районирования территории РФ, подготовленной Федеральным агентством водных ресурсов:
- Код водного объекта в государственном водном реестре — 08010300412110000014244
- Код по гидрологической изученности (ГИ) — 110001424
- Код бассейна — 08.01.03.004
- Номер тома по ГИ — 10
- Выпуск по ГИ — 0